# Goldbeck Solar
Die Goldbeck Solar GmbH (Eigenschreibweise GOLDBECK SOLAR) ist ein inhabergeführtes Energieunternehmen mit Hauptsitz in Hirschberg an der Bergstraße in Baden-Württemberg. Das Unternehmen bietet große Photovoltaikanlagen für freie Flächen oder industrielle und gewerbliche Dächer sowie ihre Inbetriebnahme und Instandhaltung in Europa, Süd- und Nordamerika sowie in Zentralasien.

## Geschichte
Im Jahr 2001 gründete der Unternehmer Joachim Goldbeck die Goldbeck Solar GmbH als Tochterunternehmen der Bielefelder Goldbeck-Gruppe in Ichtershausen bei Erfurt. Anfangs konzentrierte sich Goldbeck Solar auf die Installation von Photovoltaikanlagen auf Industriehallen und Gewerbedächern und entwickelte das Unterkonstruktionssystem „Sunovation“.
2004 wurde der Firmensitz nach Hirschberg an der Bergstraße in Baden-Württemberg verlegt.
2007 begann das Unternehmen mit der internationalen Expansion und baute zunehmend Freiflächen-Solarkraftwerke im In- und Ausland. 2008 wurden die ersten großen Freilandprojekte in Spanien umgesetzt. 2009 wurde die Expansion auf Tschechien und die Slowakei sowie 2011 auf das Vereinigte Königreich ausgerichtet.
Im Jahr 2010 entwickelte Goldbeck Solar gemeinsam mit den Unternehmen Ensinger und BASF ein Montagesystem für Flachdach-Solaranlagen und führte die Unterkonstruktion dafür unter dem Namen „Sunolution“ in den Markt ein. 2015 übernahm Goldbeck Solar die Operation und Maintenance-Aktivitäten von Soventix und Gehrlicher Solar.
Das ebenfalls von Joachim Goldbeck gegründete Unternehmen Solarnet GmbH beschäftigt sich mit dem außereuropäischen Geschäft von Goldbeck Solar, und so expandierte es im Jahr 2016 erstmals nach Lateinamerika und Asien. 2017 eröffnete Goldbeck Solar eine Niederlassung in Mexiko-Stadt und betrat den chilenischen und den thailändischen Markt.
2018 wurde Goldbeck Solar aus der Goldbeck-Gruppe herausgelöst. Eine neue Unternehmensgruppe unter dem Namen Joachim Goldbeck Holding GmbH wurde gegründet. Dort wurden die Firmen Solarnet und Goldbeck Solar zusammengeführt und die neue Firma Goldbeck Solar Investment eingerichtet, die Photovoltaikprojekte von der Projektentwicklung über Finanzierung bis zum kaufmännischen Betrieb steuert.
Seit 2018 ist Goldbeck Solar auch auf dem kasachischen Markt und baute dort 2018 das größte Solarkraftwerks Zentralasiens auf einer Fläche von 160 Hektar in der Region Karaganda.
2020 wurde gemeinsam mit Chint Solar das Tochterunternehmen Zonnepark Services in den Niederlanden gegründet.
2022 übernahm Goldbeck Solar das nordamerikanische PV-Geschäft von GP Joule. Dies firmierte 2023 offiziell in Goldbeck Solar Canada / USA um (vormals: GP Joule Canada / USA). Ende 2023 wurde die Fertigstellung des "Youngstown-Solarpark" in Alberta bekannt gegeben, der jährlich rund 13.000 Megawattstunden Strom erzeugen soll.

## Unternehmensstruktur
Die Joachim Goldbeck Holding GmbH ist Hauptgesellschafter der Goldbeck Solar GmbH.
Geschäftsführer von Goldbeck Solar sind Joachim Goldbeck, Tobias Roland Schüssler und Michiel Vanhouette. Im Geschäftsjahr 2022 erwirtschaftete das Unternehmen einen Umsatz von 80 Mio. Euro und beschäftigte 156 Mitarbeiter. 98 % der Unternehmensanteile von Goldbeck Solar gehören der Joachim Goldbeck Holding GmbH.
Tochterunternehmen der Goldbeck Solar GmbH sind:
- Goldbeck Solar España S.L., Madrid/Spanien
- Solar Polska Sp z o.o., Komorniki/Polen
- Goldbeck Solar Ltd., Birmingham/England
- Goldbeck Solar Nederland B.V., Zuidbroek/Niederlande
- Too Pv Construction, Saran/Kasachstan
- Goldbeck Italia S.L.R. Bergamo/Italien
- Zonnepark Services Nederland B.V., Utrecht/Niederlande
- Goldbeck Solar Thailand Co., Ltd., Bangkok/Thailand

Der Geschäftsführer Joachim Goldbeck ist seit 2014 außerdem Präsident des Bundesverbands Solarwirtschaft (BSW-Solar).

## Produkte und Dienstleistungen
Goldbeck Solar bietet schlüsselfertige Errichtungen gewerblicher Photovoltaikanlagen für die freie Fläche oder gewerbliche Dächer in Europa, Zentralasien sowie Nord- und Südamerika. Außerdem führt das Unternehmen Wartungen von Solarkraftanlagen durch. Goldbeck Solar plant, baut und wartet Solaranlagen und -parks, Goldbeck Solar Investment entwickelt, finanziert und betreibt Solarprojekte und der dritte Zweig von Goldbeck Solar hält die Mehrheit an der PMT, die Unterkonstruktionen für Solaranlagen entwickelt und produziert.
Gemeinsam mit dem Fraunhofer ITWM entwickelt Goldbeck Solar außerdem die Software „Solar Planner“, die Anlagenvarianten berechnet und wirtschaftlich vergleichbar macht.

## Auszeichnungen
- 2014: Intersolar Award für Technische Exzellenz für das Schul- und Sport-Center Marienheide in Nordrhein-Westfalen[23]
- 2014: Solar Power Portal Award für das Projekt „Lackford“ in Großbritannien[24]
- 2017: Intersolar Award 2017 für die in Detmold umgesetzte Kombination einer Deponieabdeckung mit einer Freiflächen-Photovoltaik-Anlage[25][26]
- 2020: Auszeichnung als Vorzeigeprojekt für den Enni-Solarpark in Moers durch das Land Nordrhein-Westfalen[27]
- 2021: Intersolar Award 2021 für „MarcS“ (Modular Arc System)[28][29]
- 2023: EMEA Finance Award 2023 in der Kategorie „Best Solar Deal“ in CEE 2022 für das Projekt Zwartowo in Polen[30]
- 2023: EMEA Finance Award 2023 Developer of the year für das Projekt Zwartowo in Polen[30]
- 2023: Rang 12 Top-Arbeitgeber Mittelstand von Focus[31]